# Operationen- und Prozedurenschlüssel
Der Operationen- und Prozedurenschlüssel (OPS) (bis 2005: OPS-301) ist die deutsche Modifikation der Internationalen Klassifikation der Prozeduren in der Medizin (ICPM) und heute die offizielle Klassifikation von operationellen Prozeduren für die Leistungssteuerung, den Leistungsnachweis und Grundlage für die Leistungsabrechnung (für stationäre Leistungen nach G-DRG) der deutschen Krankenhäuser und niedergelassenen Ärzte.
Der OPS wird jährlich neu vom Deutschen Institut für medizinische Dokumentation und Information (DIMDI), jetzt Bundesinstitut für Arzneimittel und Medizinprodukte (BfArM), bereitgestellt.
Zur Kodierung nach DRGs ist zunächst die Verschlüsselung nach der gültigen Fassung der ICD-10-GM (aktueller WHO-Standard, German Modification) notwendig. Diese Aufgabe wird heute häufig von speziell geschulten Kodierfachkräften wahrgenommen.

## Geschichte
Grundlage für den OPS war das niederländische ICPM-DE, woraus die Klassifikation Operationsschlüssel nach §301 SGB V (OPS-301) entstand. OPS-301 Version 1.0 wurde am 14. Oktober 1994 bekannt gemacht und trat am 1. Januar 1995 in Kraft. OPS-301 war zwar ursprünglich nur eine Untermenge der ICPM, wurde aber seit der Version 2.0 (gültig im Jahr 2001) um eine erhebliche Anzahl nationaler Kodes erweitert. Einen enormen Bedeutungszuwachs erhielt die OPS-Klassifikation mit der Einführung von Fallpauschalen nach dem DRG-System (Diagnosis Related Groups) im Jahr 2004.
Mit der Version OPS 2005 entfiel das vorher gängige Suffix „-301“, da die Anwendung des OPS seit dieser Ausgabe nicht mehr auf §301 SGB V beschränkt ist, sondern auch ambulante Operationen im Krankenhaus (§115b SGB V) und die ambulante Versorgung durch niedergelassene Ärzte (§295 SGB V) umfasst.

## Eigenschaften und Metriken des OPS 2008
- mono-hierarchische Klassifikation mit Bezug zur Physiologie
- 6 Prozedurenkapitel, welche nicht fortlaufend nummeriert sind:
  - Kapitel 1 – Diagnostische Maßnahmen
  - Kapitel 3 – Bildgebende Diagnostik
  - Kapitel 5 – Operationen
  - Kapitel 6 – Medikamente
  - Kapitel 8 – Nichtoperative therapeutische Maßnahmen
  - Kapitel 9 – Ergänzende Maßnahmen
- 65 Bereichsüberschriften (z. B. 5-29 bis 5-31: Operationen an Pharynx, Larynx und Trachea)
- ca. 230 Prozedurenklassen in dreistelliger Systematik (z. B. 5-31: Andere Larynxoperationen und Operationen an der Trachea)
- ca. 1400 Prozedurenklassen in vierstelliger Systematik (z. B. 5-314: Exzision, Resektion und Destruktion (von erkranktem Gewebe) der Trachea)
- ca. 7800 Prozedurenklassen in der fünfstelligen Systematik (z. B. 5-314.1: Resektion)
- ca. 18700 zusätzliche Prozedurenklassen in der sechsstelligen Systematik (z. B. 5-314.11: Mit End-zu-End-Anastomose)
- Notation: erste drei Stellen numerisch, 4. Stelle alphanumerisch, 5./6. Stelle numerisch oder: x - sonstige Prozeduren, y - nicht näher bezeichnet
- Gliederung topographisch (keine Orientierung am Fachgebiet)
- nicht alle Stellen der vierstelligen Systematik belegt (zur Vergleichbarkeit mit der ICPM)
- Mehrfachnotierung bei Wechsel des OP-Gebiets und intraoperativen Komplikationen
- Ein- und Ausschlussregeln, weitere Hinweise auf höchstmöglicher Hierarchieebene